# استاله (استخر) ناسار و اسفنجان
استاله (استخر) ناسار و اسفنجان مربوط به دوران‌های تاریخی پس از اسلام است و در سمنان، خیابان باغ فیض واقع شده و این اثر در تاریخ ۹ اردیبهشت ۱۳۸۲ با شمارهٔ ثبت ۸۶۲۲ به‌عنوان یکی از آثار ملی ایران به ثبت رسیده است.